# Градско селско стопанство
Градското селско стопанство (на немски: Urbane Landwirtschaft, на английски: urban agriculture или на английски: urban farming) е понятие за различни начини за отглеждане на растения и животни край градове или в градски райони за собствени нужди в съответните региони. Понятието "Градско селско стопанство" представлява оксиморон, но се получава поради използването на понятието селско стопанство вместо земеделие.
Освен за пазара (с икономическа изгода), може да бъде предназначено за задоволяване на непазарни групови (семейни) потребности, когато стопаните често използват свободното си време, съчетано с отдих (обикновено на открито).
Приобщава част от градското население към селското стопанство. При групово селско стопанство това често става чрез наемане на сравнително малки участъци общинска или държавна земя обикновено в покрайнините на града или рядко в градски райони, с подкрепата на общината или правителството.

## Развитие в България
В България през 1987 г. с "ПОСТАНОВЛЕНИЕ № 26 НА МИНИСТЕРСКИЯ СЪВЕТ ОТ 23 АПРИЛ 1987 Г. ЗА УСЪВЪРШЕНСТВАНЕ НА СИСТЕМАТА ЗА САМОЗАДОВОЛЯВАНЕ НА НАСЕЛЕНИЕТО СЪС СЕЛСКОСТОПАНСКИ ПРОДУКТИ" е включена и възможността за типично съвремено градско земеделие:
```
"Чл. 14. В близост до населените места може да се раздават поливни или годни за производство на зеленчуци площи в размер до 200 кв. м. На тези места изпълнителните комитети на общинските народни съвети и кметствата организират изграждане със средства на стопаните на общи сгради (гардеробни) за съхраняване на инвентар, обществени пунктове за консервиране на плодове, зеленчуци и др., павилиони и заслони за лошо време, без да се загрозява районът." 
```

В редица градове, по специално в новите жилищни комплекси, в които липсват собствени дворове, са отделени площи за лично земеделие в непосредствена близост до жилищата.

## Въздействие

### Икономическо въздействие
Градското селско стопанство (в зависимост от размера на страната, условията на околната среда и предоставяните субсидии) е икономическо облекчение за градските потребители. Намалените цени на транспорта, както и създаването на допълнителни свободни работни места край/в града позволяват селскостопанска продукция на изгодни цени.

### Въздействие
Има много ползи от градското селско стопанство в социалната сфера – като подобряване на мрежата от социални връзки в общността, като средство за възстановяване на трудни квартали или за обучение за деца и младежи.

### Екологично въздействие
Градското селско стопанство намалява необходимостта от превозване на храните между отдалечени райони. В резултат намалява количеството на въглеродния двуокис, отделян във въздуха. Съкращавайки разстоянията за превоз, се спестява от трайни опаковки за храни. Комбинирането на тези елементи намалява екологичните вреди.

## Форми на прилагане
От техническа гледна точка най-голямото предизвикателство при градското земеделие е липсата на достатъчно площ и слънце между жилищаата. В миналото това е преодолявано чрез най-близката алтернатива: използването на балконите и покривните пространства. Наред с това през последните години се развиват нови форми на градско земеделие, към които се включват и площи, които не са частни. 
- Нелегално градинарство
- Вертикално земеделие
- Солидарно земеделие